# Éruption de tornades
Une éruption de tornades est la formation, au-dessus d'une région, de plusieurs tornades, concomitantes ou isolées en l'espace de 24 à 48 heures en relation avec un système météorologique synoptique,. Il n'y a pas de nombre minimal de tornades pour considérer qu'il s'agit d'une éruption, mais les scientifiques américains considèrent habituellement qu'il faut au moins de six à dix tornades dépendant de plusieurs orages supercellulaires. Une série de jours continus où se produisent des éruptions de tornades est appelé une séquence tornadique. 
Il ne faut pas confondre ce phénomène avec celui des familles de tornades. Ce dernier terme désigne une série de tornades produites par le même orage violent.

## Dynamique
Les Grandes Plaines américaines sont particulièrement favorables aux systèmes orageux très étendus et générateurs de tornades. La Tornado Alley est ainsi connue pour le nombre de ces évènements. Ils s'y produisent surtout de mars à juin quand l'air froid venant des Prairies canadiennes rencontre l'air doux et humide du golfe du Mexique, ce qui mène au développement de profondes dépressions. 
Le Super Outbreak, la plus importante éruption de tornades sur 24 heures connue, est survenu les 3 et 4 avril 1974. Il a frappé le Midwest des États-Unis et l'extrême sud de l'Ontario au Canada. Parmi les 148 tornades signalées, il y en avait, selon l’échelle de Fujita, six de force F5 et vingt-quatre de force F4.
Parmi les plus récentes éruptions de tornades à ce jour, il y a celle du 25 au 28 avril 2011, qui comptait (approximativement) 327 tornades confirmées par catégorie dans l'échelle de Fujita améliorée, dont 3 F5 et 12 F4, et qui fit 341 morts. Une nouvelle éruption a eu lieu en mai 2013 dans l'Oklahoma et plus d'une soixantaine de tornades ont dévasté la Tornado Alley américaine. Une de celles-ci, de force EF5, a dévasté la ville de Moore, causant au moins 25 victimes et de deux à cinq milliards de dollars de dégâts.

## Longue séquence
Lors de situations météorologiques particulières, une éruption de tornades peut s'étirer et durer plusieurs jours. On parle alors souvent de « séquence tornadique » ou éruption prolongée de tornades s'il n'y a pas ou peu d'interruptions dans la série de jours. Le développement de ces tornades peuvent cependant suivre une variation diurne/nocturne, avec la variation de la température, ou des reformations quotidiennes avec le passage de systèmes déclencheurs dynamiques à répétition.
Les séquences tendent à dominer les statistiques annuelles relatives aux tornades et entraînent souvent un pic du nombre de tornades pour l’année où elles se produisent. Ces séquences actives peuvent se produire plusieurs années de suite ou être espacées de plusieurs années selon la configuration météorologique. Elles sont souvent au printemps comme celles de 1917, 1930, 1949, 1965, 1974, 2003 et 2011 aux États-Unis,.